# Lilo Beil

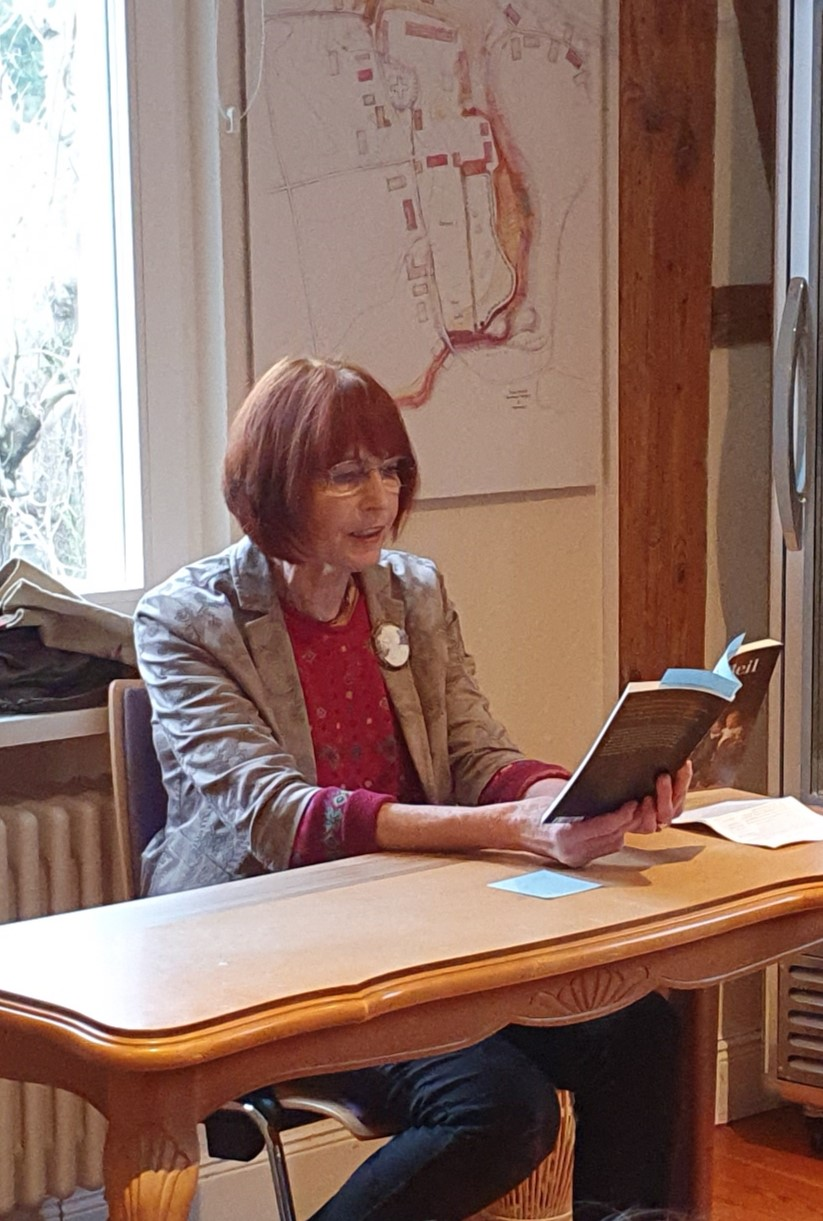
Lesung von Lilo Beil auf der 15. Kleinen Buchmesse im Neckartal (2023)

Lieselotte „Lilo“ Beil, geb. Seiferling (* 11. Januar 1947 in Klingenmünster; † 24. Mai 2025 in Weinheim), war eine deutsche Schriftstellerin.

## Leben
Lilo Beil wuchs als Tochter eines Pfarrers in Dielkirchen und später in Winden auf. Sie absolvierte das Abitur am Neusprachlichen Gymnasium in Landau in der Pfalz und studierte ab 1966 an der Ruprecht-Karls-Universität in Heidelberg Anglistik und Romanistik. Danach unterrichtete Beil 36 Jahre lang an  der Martin-Luther-Schule in Rimbach. Die Mutter dreier erwachsener Töchter samt vier Enkelkindern lebte mit ihrem Mann bei Weinheim. In ihren Krimis setzte sie sich immer wieder mit gesellschaftspolitischen und sozialen Themen auseinander.
In ihrem Roman Lebende Schatten (2023) thematisiert Lilo Beil die letzten Kindertransporte 1939 mit jüdisch-deutscher Herkunft nach England. Im Kontext, in der heutigen Zeit, geschieht ein Mord, was den pensionierten Kriminologen Friedrich Gontard auf die Fährte neuer wie alter Nazis bringt. Susanne Schütz von der Rheinpfalz schrieb dazu: „‚Lebende Schatten‘ zeigt auf, wie die Vergangenheit weiter unsere Gegenwart prägt, und welche Rolle Umfeld und Bildung spielen, um einen moralischen Kompass zu entwickeln.“
Lilo Beil war Mitglied im Literarischen Verein der Pfalz, in der Literarischen Gesellschaft Karlsruhe und im Syndikat.
Am 24. Mai 2025 starb Lilo Beil im Alter von 78 Jahren.

## Werk
- Maikäfersommer. Verlag Pfälzer Kunst, 1997, ISBN 3-922580-63-7.
- Sonnenblumenreise. Fouqué Literaturverlag, 1999, ISBN 3-8267-4506-X.
- Heute kein Spaziergang. Frieling, 2002, ISBN 3-8280-1722-3.
- Maikäfersommer und andere Geschichten aus der Pfalz und der Kurpfalz. Edition Tintenfass, 2004, ISBN 3-937467-03-3.
- Schattenzeit Geschichten. Edition Tintenfaß, 2005, ISBN 3-937467-11-4.
- Maikäfersommer, Kindheitsgeschichten. (Dritte erweiterte und überarbeitete Ausgabe), Conte Verlag, 2010, ISBN 978-3-941657-23-6.
- Mord auf vier Pfoten. Conte Verlag, 2013, ISBN 978-3-941657-88-5.
- Shadow Time Stories. (Englische Übersetzung durch Virgina C. Larsen von Schattenzeit Geschichten 2005). Edition Tintenfass, 2016, ISBN 978-1-5303-9281-0.
- Die Lust am Fabulieren, Gedichte von Rudolf Seiferling und Lilo Beil. Hrsg. Lilo Beil, Birkenau 2022.

### Krimianthologien und andere Anthologien
- Mörderische Kurpfalz. Wellhöfer, 2008, ISBN 978-3-939540-23-6.
- Mörderisches Mannheim. Wellhöfer, 2008, ISBN 978-3-939540-27-4.
- Mörderische Pfalz. Wellhöfer, 2008, ISBN 978-3-939540-21-2.
- Süßes Wiedersehen. In: Markus Walther (Hrsg.): Letzte Grüße von der Saar. Conte Verlag, 2007, ISBN 978-3-936950-68-7.
- Nürnberger Morde. Wellhöfer, 2009, ISBN 978-3-939540-10-6.
- Der Henker von Nürnberg. Wellhöfer, 2010, ISBN 978-3-939540-61-8.
- Nürnberg auf die kriminelle Tour. Wellhöfer, 2012, ISBN 978-3-95428-104-6.
- Mannheim auf die kriminelle Tour. Wellhöfer, 2012, ISBN 978-3-95428-106-0.
- Fränkische Schauerbraten. Wellhöfer, 2014, ISBN 978-3-95428-148-0.
- Die Pilgerreise. In: Ingrid Schmitz (Hrsg.): Tortillas, Tapas und Toxine. Conte Verlag, 2014, ISBN 978-3-95602-013-1.
- Grüne Soße mit Schuss. Wellhöfer, 2016, ISBN 978-3-95428-173-2.
- Blutworschtblues. Wellhöfer, 2016, ISBN 978-3-95428-213-5.
- Hessisch kriminelle Weihnacht. Wellhöfer, 2017, ISBN 978-3-95428-227-2.
- Badisch kriminelle Weihnacht. Wellhöfer, 2017, ISBN 978-3-95428-228-9.
- Gezogene Zeit. Wellhöfer Verlag, 2017, ISBN 978-3-95428-238-8.
- Chicken-Burger und Schiwago. Wellhöfer Verlag 2017, ISBN 978-3-95428-233-3.
- Pfälzisch kriminelle Weihnacht. Wellhöfer, 2019, ISBN 978-3-95428-263-0.
- Vom Klang der Welten und Zeiten. Wellhöfer, 2019, ISBN 978-3-95428-265-4.
- Das Buch der Hundertjährigen. rororo, 2020, ISBN 978-3-49922-676-2.
- Schorleblues. Wellhöfer Verlag, 2021, ISBN 978-3-95428-278-4.
- Kindheitsträume, Pfälzer Autorinnen und Autoren erinnern sich. Wellhöfer Verlag, 2023, ISBN 978-3-95428-300-2.

### Non-Krimis
- Weihnachtsgeschichten am Kamin 13/16/17. rororo, 1998, 2001, 2002
- Das große Rowohlt Weihnachtsbuch. rororo, 2002.
- Pfälzisches Adventskalenderbuch. Verlag Naumann, 2004.
- Das große Buch der Weihnachtsgeschichten am Kamin. rororo, 2008.
- Das Nürnberger Weihnachtsbuch. Wellhöfer, 2011, ISBN 978-3-939540-74-8.
- Miltenberger Streifzüge. Wellhöfer, 2012, ISBN 978-3-95428-112-1.
- Josef, wir sind zu weit gegangen. Coppenrath, 2016, ISBN 978-3-649-67113-8.

### Kommissar-Gontard-Krimis
- Gottes Mühlen. Conte Verlag, 2007, ISBN 978-3-936950-49-6.
- Das Licht unterm Scheffel. Conte Verlag, 2008, ISBN 978-3-936950-72-4.
- Die schlafenden Hunde. Conte Verlag, 2009, ISBN 978-3-936950-87-8.
- Die Nacht der grauen Katzen. Conte Verlag, 2011, ISBN 978-3-941657-28-1.
- Die Mauern des Schweigens. Conte Verlag, 2012, ISBN 978-3-941657-60-1.
- Das gläserne Glück. Conte Verlag, 2014, ISBN 978-3-95602-012-4.
- Die Reise des Engels. Conte Verlag, 2015, ISBN 978-3-95602-054-4.
- Ein feste Burg. Conte Verlag, 2017, ISBN 978-3-95602-112-1.
- Mädchen im roten Kleid. Conte Verlag, 2019, ISBN 978-3-95602-181-7.
- Letzte Rosen. Conte Verlag, 2021, ISBN 978-3-95602-234-0.
- Lebende Schatten. Conte Verlag, 2023, ISBN 978-3-95602-261-6.

### Krimis um Charlotte Rapp
- Die Kinder im Brunnen. Conte Verlag, 2010, ISBN 978-3-941657-88-5.
- Vielleicht auch träumen. Conte Verlag, 2016, ISBN 978-3-95602-086-5.
- In kindlicher Liebe. Conte Verlag, 2018, ISBN 978-3-95602-135-0.